# Klokočov (Michalovce)
Klokočov es un municipio situado en el distrito de Michalovce, en la región de Košice, Eslovaquia. Tiene una población estimada, en octubre de 2024, de 453 habitantes.
Está ubicado en la cuenca hidrográfica del río Bodrog (afluente derecho del Tisza) y cerca de la frontera con Ucrania y Hungría.

## Demografía
| Año        | 1994 | 2004    | 2014    | 2024    |
| ---------- | ---- | ------- | ------- | ------- |
| Población  | 378  | 406     | 422     | 462     |
| Diferencia |      | +7,40 % | +3,94 % | +9,47 % |

| Año        | 2023 | 2024    |
| ---------- | ---- | ------- |
| Población  | 449  | 462     |
| Diferencia |      | +2,89 % |